# Galícia
|  | Per a altres significats, vegeu «Galícia (desambiguació)». |

Galícia (en gallec: Galicia o Galiza; en castellà: Galicia) és un país del nord-oest de la península Ibèrica, constituït com a comunitat autònoma d'Espanya. Geogràficament, limita al nord amb el mar Cantàbric, al sud amb Portugal, a l'oest amb l'oceà Atlàntic i a l'est amb Astúries i Castella i Lleó. Està formada per 4 províncies: la Corunya, Lugo, Ourense i Pontevedra, que engloben un total de 53 comarques i 313 municipis. La seva capital és Santiago de Compostel·la i el municipi més poblat és Vigo.
L'himne de Galícia es referix a Galícia com a nació de Breogán; l'Estatut d'autonomia, en l'article primer, tanmateix, reconeix la identitat nacional de Galícia com a nacionalitat. Té una llengua pròpia, el gallec, d'origen comú amb el portuguès i que és cooficial a la comunitat juntament amb el castellà.

## Toponímia
Els noms "Galiza" i "Galicia" deriven de la paraula llatina Gallaecia (o Callaecia), que significava literalment "terra dels galaics" (Gal·lècia). Els galaics (en llatí: Gallaeci, en grec: Καλλαϊκοί) van ser el poble més nombrós del nord-oest de la península Ibèrica i abans de la seva integració en l'Imperi Romà al segle I aC. Aquest nom denominarà tot un grup ètnic de llengua celta i culturalment homogeni, situat entre el mar Cantàbric i el riu Duero.
El terme Galiza és un topònim històric usat en l'edat mitjana en gallec. Això no obstant, va caure en desús en favor de Galicia (el qual s'ha mantingut com a topònim oficial i habitual tant en gallec com en castellà, tal com recull l'Estatut d'Autonomia de Galícia), fins que en el segle xx va ser recuperat pel nacionalisme gallec (Galiza és el topònim usat habitualment pel Bloque Nacionalista Galego i l'únic que apareix en la seua proposta de reforma de l'Estatut). Galiza és també el topònim únic per a Galícia per als reintegracionistes.
Després de l'aprovació per part de la Real Academia Galega de la normativa de la concòrdia el 2003, Galiza va ser acceptat també com un topònim en gallec. Hi ha diverses opinions respecte a si Galiza és també un topònim oficial. D'una banda, el text de la reforma normativa estableix una distinció entre ambdós topònims, al·ludint únicament com a oficial a Galícia («Es manté Galícia com a veu legítima gallega, denominació oficial del país i forma majoritària en l'expressió oral i escrita moderna. Galiza es considera també una forma legítimament gallega, àmpliament documentada en l'època medieval, que va ser recuperada en el gallec contemporani»). A més, no hi ha hagut cap reforma o llei que haja fet de Galiza un topònim també oficial (la Constitució espanyola) determina, en l'article 147, que "Els Estatuts d'autonomia hauran de contenir […] la denominació de la Comunitat que millor corresponga a la seua identitat històrica"; l'estatut d'autonomia gallec no ha sigut reformat). D'altra banda, també pot ser argumentat que, atès que la llei de normalització lingüística de Galícia estableix que els topònims oficials seran els topònims en gallec, tal llei o reforma no és gens necessària, ja que en haver sigut reconegut Galiza com un topònim en gallec, és ja de fet un topònim oficial, al mateix nivell que Galícia.

## Història
La cultura megalítica va ser la primera gran cultura identificada, caracteritzada per la seva capacitat constructora i arquitectònica. Va deixar enormes monuments de pedra de caràcter funerari (dòlmens) i va tenir la màxima esplendor en el tercer mil·lenni aC.

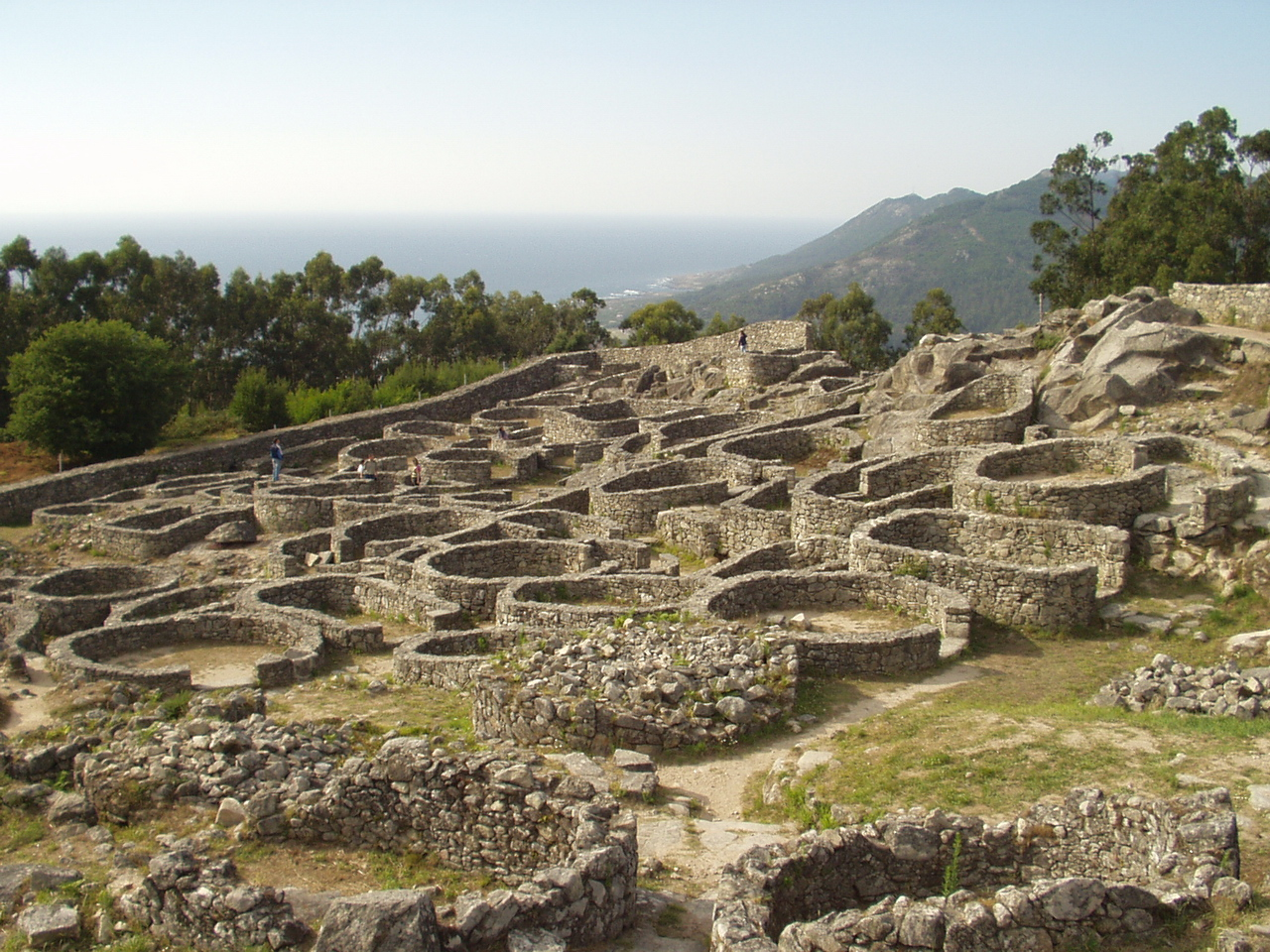
Castro de Santa Trega, a A Guarda (Pontevedra).

Entre el 1900 i el 1500 aC arriba la metal·lúrgia, especialment el bronze i el coure i apareixen les eines i les armes de metall. També són d'aquesta època els anomenats "petròglifs" (gravats rupestres en pedres a l'aire lliure). Les comunitats ja dominaven l'agricultura, els fruits els guardaven en ceràmica i ja es comercialitzava amb altres països atlàntics.
Durant el primer mil·lenni la cultura megalítica anirà evolucionant cap a una cultura més autòctona del nord-oest de la península Ibèrica: la cultura castrexa. Contribuirà a la formació d'aquesta cultura el comerç amb altres pobles de l'oceà Atlàntic i del Mediterrani. La característica més peculiar d'aquesta cultura són els assentaments anomenats castros, els quals són poblacions murallades, on predominen les formes circulars i situades de manera estratègica en llocs fàcils de defensar.
El 137 aC els romans van vistar per primera vegada el territori castrexo. A través d'una expedició, el 61 o 60 aC Juli Cèsar arribà amb seu poderós exèrcit a aquelles terres, i finalment l'any 26 aC, August aconseguirà el domini total de la Gal·lècia, que va quedar dividida en tres convents (conventus iuridici): Lucus Augusti, Asturica Augusta i Bracara Augusta.

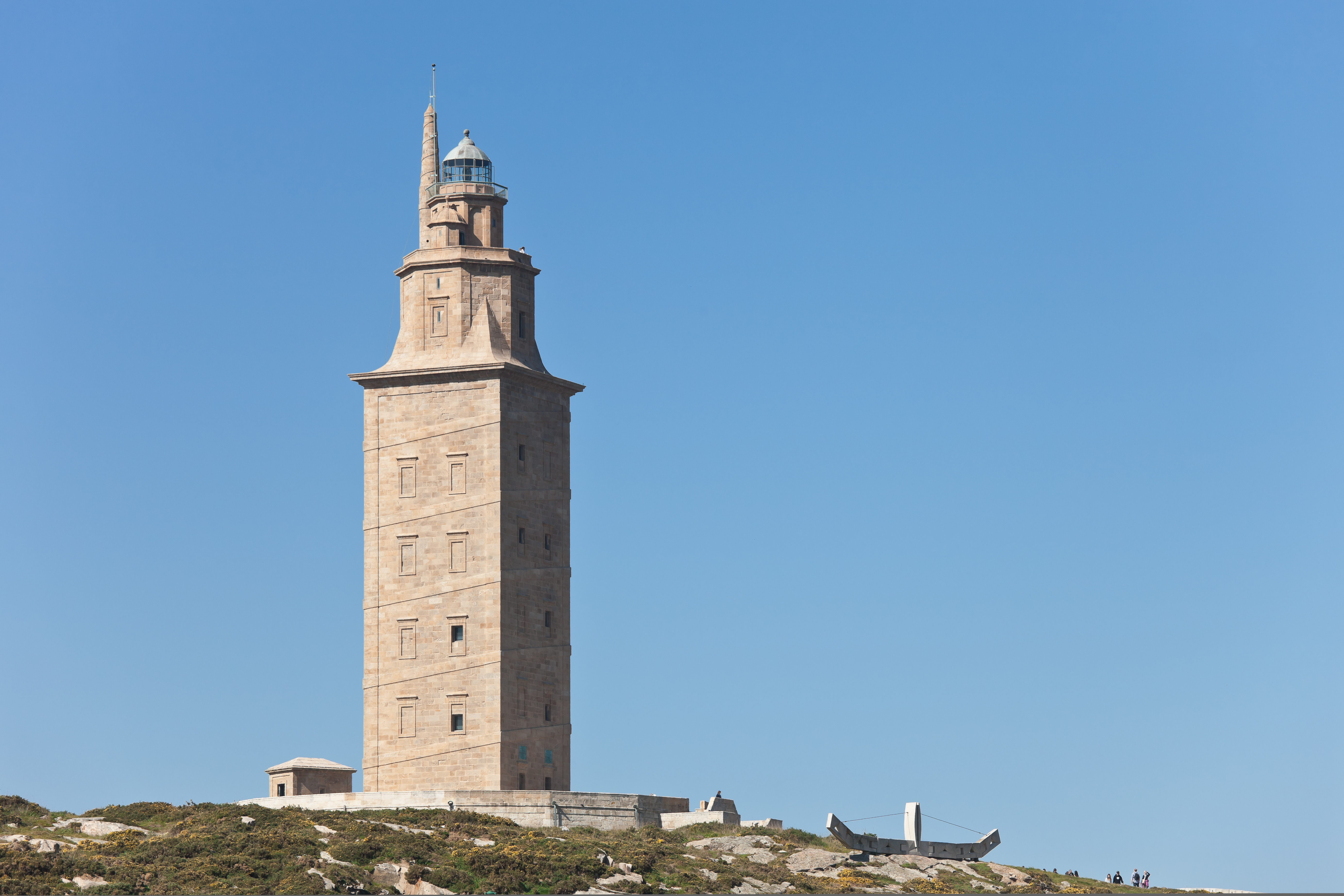
La Torre d'Hèrcules, a la Corunya.

Durant les invasions del segle v, Galícia va caure en mans dels sueus, l'any 411, i hi formaren un regne. El 584 el rei visigot Leovigild va envair el regne sueu de Galícia, tot derrotant-lo i incorporant-lo al control visigot. Durant la invasió musulmana d'Espanya, els musulmans hi van establir una guarnició, però fou evacuada el 740 i ocupada per Alfons I d'Astúries.
Durant els segles IX i X, els comtes de Galícia van fluctuar en la seua obediència al seu rei nominal. Al mateix temps els normands i els vikings van atacar les costes gallegues. Les torres de Catoira es van construir com a fortificacions per a evitar que els vikings atacaren Santiago de Compostel·la. El 1063, Ferran I de Castella va dividir el seu regne entre els seus fills. Galícia va passar a mans de Garcia I de Galícia. El 1072 va ser forçat a annexionar-se, i va romandre com a part del regne de Castella i Lleó, encara que amb un grau important d'autonomia.
L'últim episodi de la independència gallega va ser el conflicte dinàstic entre Isabel de Castella i Joana la Beltraneja (Xoana a Beltranexa). La reina Isabel, durant el seu regnat a Castella va acusar, sense que la historiografia l'haja comprovat, que Joana era filla bastarda de Beltran i l'antiga reina (i per tant va ser coneguda com la Beltraneja). Després de les lluites polítiques que es van produir, Joana i els nobles que li donaven el seu suport van perdre, obrint el pas a la dominació castellana. Galícia va perdre la seua iniciativa política i la seua autonomia econòmica. Va ser designat un governador o capità general i corregidors per a les principals ciutats i s'hi va constituir una Reial Audiència, consolidant així el poder monàrquic centralitzat. Amb els Borbons, la Intendència va assumir les competències d'hisenda i militars, i els corregidors les de policia i justícia. Des de 1500 ja existia una Junta, una espècie de parlament, però sense cap poder real.
Amb un creixement demogràfic molt més sostingut que els regnes veïns, a mitjans del segle xviii Galícia va triplicar la densitat de població de Castella. No obstant això, durant este període, el 90% de la població era rural. De fet, a mitjans del segle xvi només Pontevedra, Compostel·la i Ourense superaven els 1.000 "veïns" o habitants.
El 1833 Galícia va perdre la seua representativitat com a unitat administrativa i va desaparèixer la Junta del Regne de Galícia. El territori va ser dividit en quatre províncies sota l'administració del govern central. En aqueix segle va sorgir el primer moviment polític per a defendre Galícia de la pèrdua d'aquests poders d'autonomia. Al llarg del segle també es va organitzar un moviment de la defensa de la cultura gallega i l'afermament de la consciència de diferenciació cultural paral·lel a un ideal polític. El moviment també proposava la recuperació de la llengua gallega com a vehicle d'expressió culte.

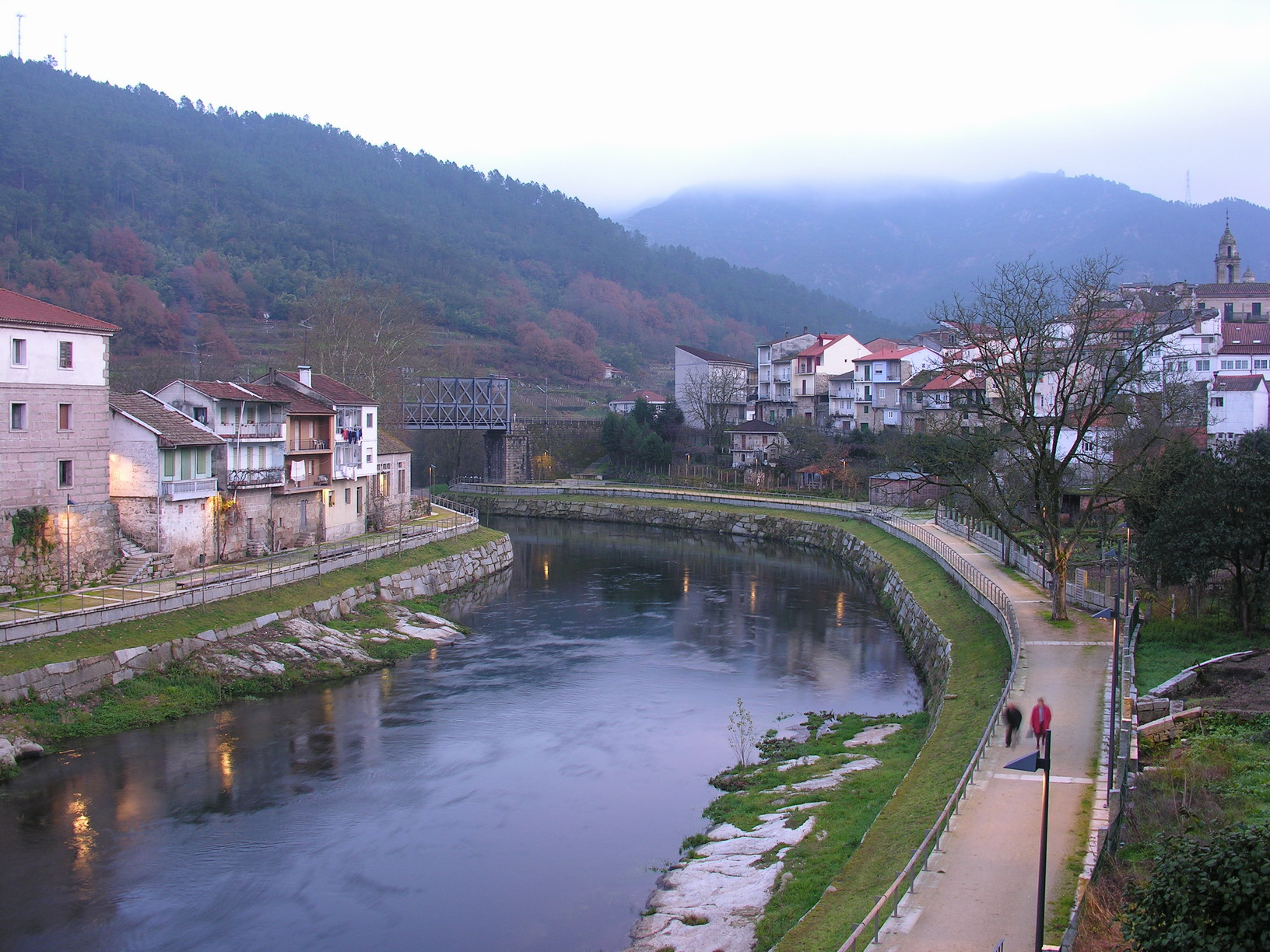
El riu Avia, al seu pas per Ribadavia (Ourense).

Després dels períodes, alguns breus, de provincialisme, federalisme i regionalisme de finals del segle xix, el 1907 sorgeix l'etapa de la Solidaritat Gallega, fins a la Primera Guerra Mundial, amb l'objectiu d'aconseguir un front electoral unificat per a eliminar amb el caciquisme i assolir la representació gallega que, tanmateix, fracassarà.
Una primera etapa, fins Primo de Rivera va ser marcada per les Irmandades da Fala, "Germandats de la Parla", amb una preocupació fonamental per a la defensa de la llengua. En estendre's, van confluir amb una idea política de galleguisme. Vicente Risco i Ramón Otero Pedrayo van treballar en l'aspecte cultural i van tenir la seua contrapart política en les figures de Porteira i Lois Peña Novo. Després va sorgir la Xeración Nós, "Generació Nosaltres", al voltant de la revista homònima.
En la Segona república espanyola hi havia dues tendències fonamentals: una relacionada amb l'Organització Republicana Gallega Autònoma i l'altra del Partit Galleguista (PG). El PG va sorgir de la unió de diverses tendències representades en les figures de Vicente Risco, Otero Pedrayo i Ramón Cabanillas entre d'altres. El 1936 el PG, per a aconseguir l'aprovació d'un Estatut per a Galícia, es va aliar amb el Front Popular. L'Estatut es va presentar a les Corts poc abans del cop d'estat del 18 de juliol de 1936, que donaria començament a la Guerra Civil espanyola.
Després de la transició a la democràcia, Galícia va ser reconeguda com a nacionalitat i es va constituir com a comunitat autònoma amb l'aprovació del seu Estatut d'Autonomia el 1981.

## Geografia

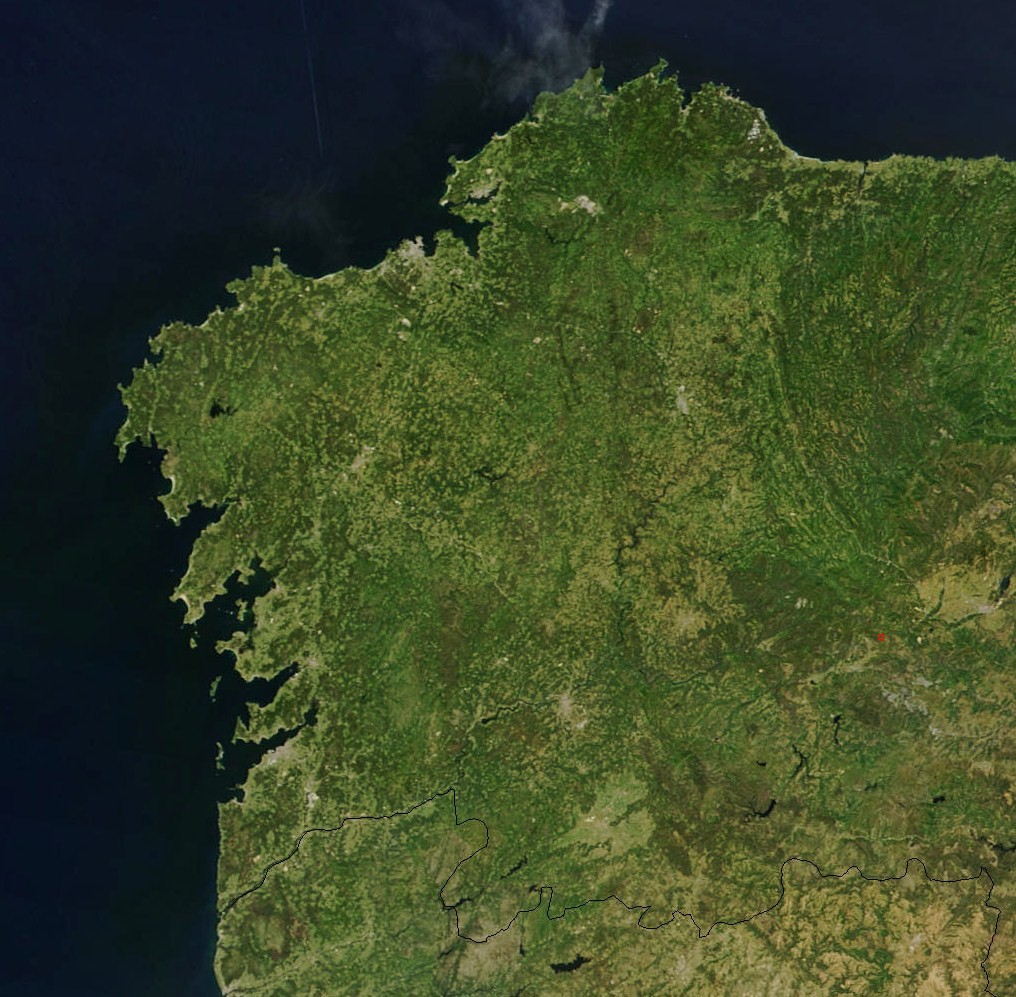
Imatge de Galícia feta per un satèl·lit de la NASA.

El territori de Galícia està comprès entre latituds de 43º 48' N a l'Estaca de Bares i 41º 49' N a la frontera amb Portugal, a l'altura del parc d'O Xurés. En longitud, la comunitat es troba entre els 6º 44' O al límit entre les províncies d'Ourense i Zamora i els 9º 18' O assolits al cap Touriñán.

### Relleu
A la geografia gallega destaca el contrast entre el relleu costaner i l'interior, més elevat que el primer. També contrasta la morfologia entre les planes elevades septentrionals i les serres i depressions meridionals. L'aspecte orogràfic que presenta Galícia en el seu interior és de muntanyes baixes, amb molts rius, la majoria de la conca del Miño a l'interior, i altres més curts a les conques atlàntica i cantàbrica. Els pendents suaus s'alternen amb grans desnivells com els que formen els Canyons del Sil. En altres zones hi ha grans valls, tot i que són minoritàries.

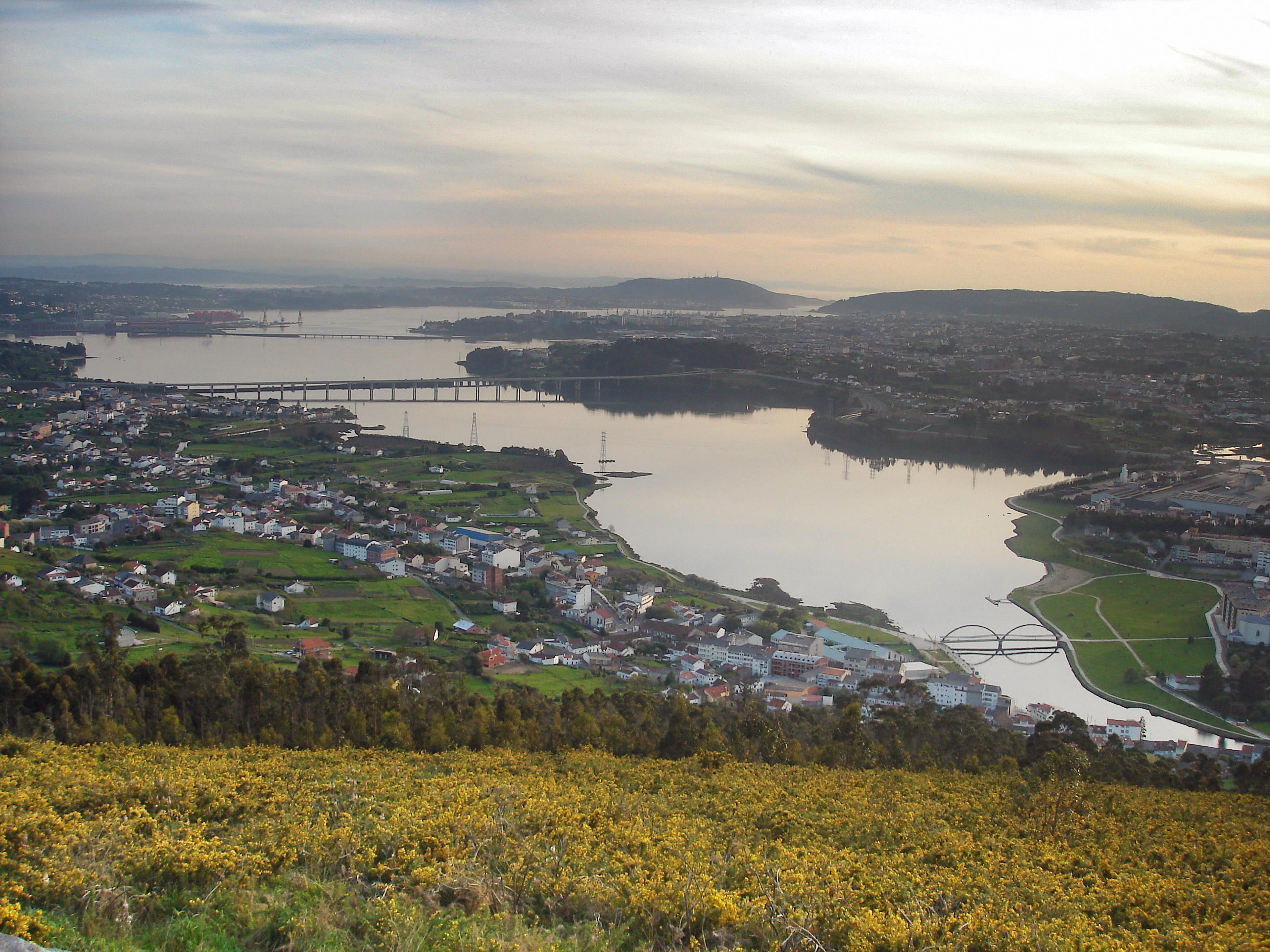
Vista de la ria de Ferrol.

La costa gallega té una llargada de 1.498 km, 800 dels quals corresponen a penya-segats i 300 a platges. La costa es caracteritza per la presència de les ries, endinsaments del mar a la costa en els quals el mar va negar les valls fluvials pel descens del nivell terrestre. Les ries estan tradicionalment dividides en Rías Altas, del límit amb Astúries al cap Fisterra, i les Rías Baixas, de mida més gran, de Fisterra al límit amb Portugal. Sovint les Rías Altas també s'han dividit, anomenant-se les més occidentals Rías Medias.
L'erosió de l'oceà Atlàntic a la costa gallega també ha contribuït a l'existència de molts caps, alguns molt coneguts com l'Estaca de Bares, el punt més al nord de la península, que separa l'Atlàntic del Cantàbric, el cap Ortegal, el cap Touriñán, el cap Silleiro o el cap Fisterra, considerat pels romans com la fi del món. Al llarg de la costa i tancant les ries trobem moltes illes i arxipèlags que destaquen pels seus fons marins i les seves colònies d'aus marines. Els principals arxipèlags són les Cíes, Ons, Sálvora i Cortegada, que formen el Parc Nacional de les Illes Atlàntiques de Galícia, l'illa d'Arousa, les Sisargas i les Malveiras.
Les principals serralades del país són Os Ancares, O Courel i O Eixe a la franja fronterera oriental, O Xistral, Manzaneda, O Faro, Cova da Serpe, Montemaior i els Montes do Testeiro a l'interior, i A Peneda, O Xurés i O Larouco a la frontera amb Portugal. La muntanya més alta és Pena Trevinca, amb 2.127 metres, situada a la frontera amb la província de Zamora.

### Hidrografia

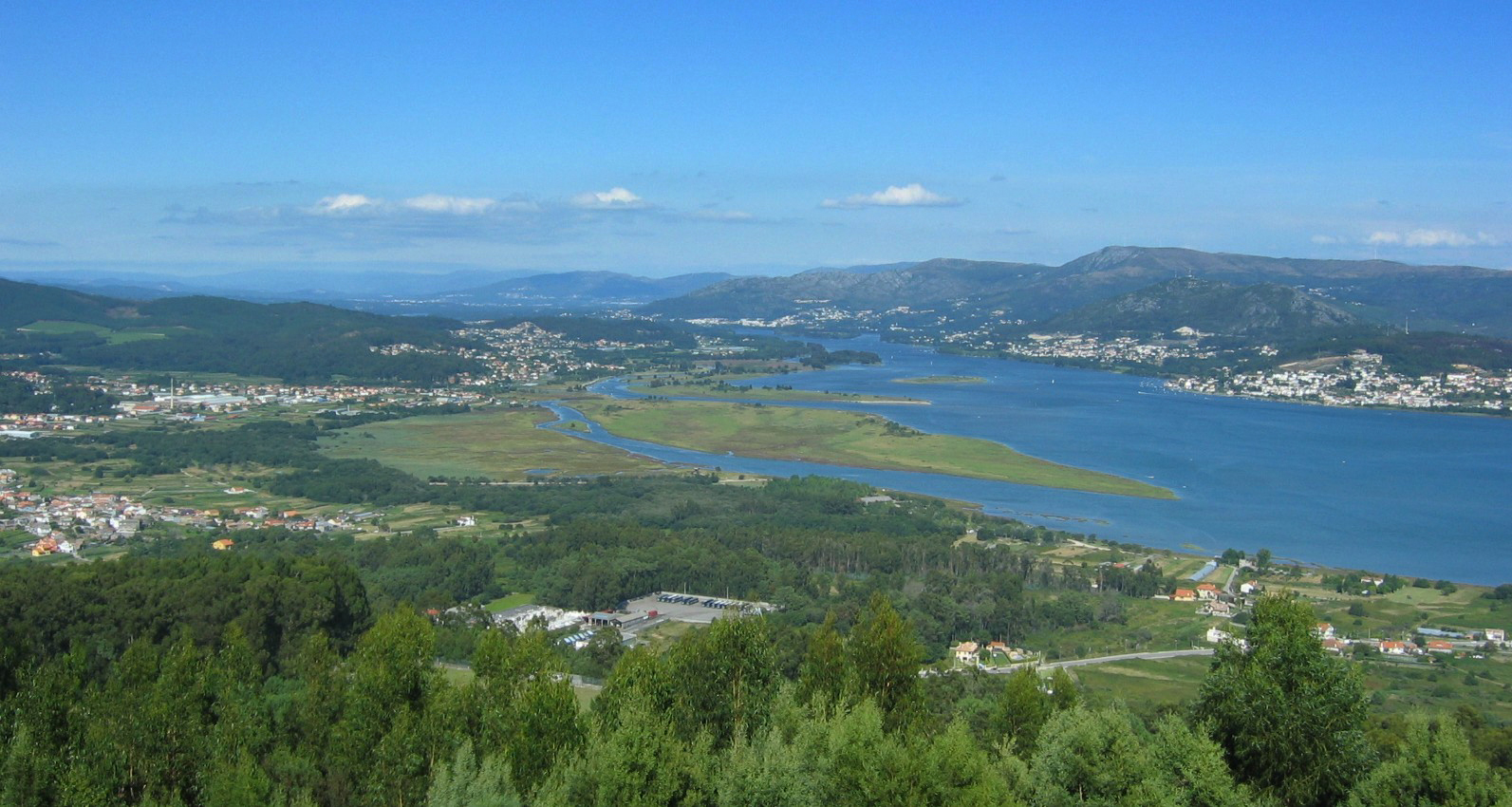
Desembocadura del Miño a A Guarda.

Galícia es qualifica sovint com la terra dels mil rius per la quantitat de rius que hi trobem. En general, degut a la seva escassa longitud, no són navegables, exceptuant el Miño a la seva desembocadura i alguns embassaments d'aquest mateix riu i del seu principal afluent, el Sil.
Els rius gallecs pertanyen a dues conques: la cantàbrica i l'atlàntica. A la conca cantàbrica són rius molt curts i destaquen el riu Navia, que neix a Os Ancares i desemboca a la localitat asturiana de Navia, i el riu Eo, que desemboca al límit amb Astúries. Els rius atlàntics són una mica més llargs, amb l'excepció del Miño i el Sil, que tenen una longitud de 310 i 225 km respectivament, i el Miño és el novè riu més llarg d'Espanya. A la conca atlàntica cal destacar també, de nord a sud, els rius Eume, Tambre, Ulla, Lérez i Limia, que desemboca en territori portuguès.

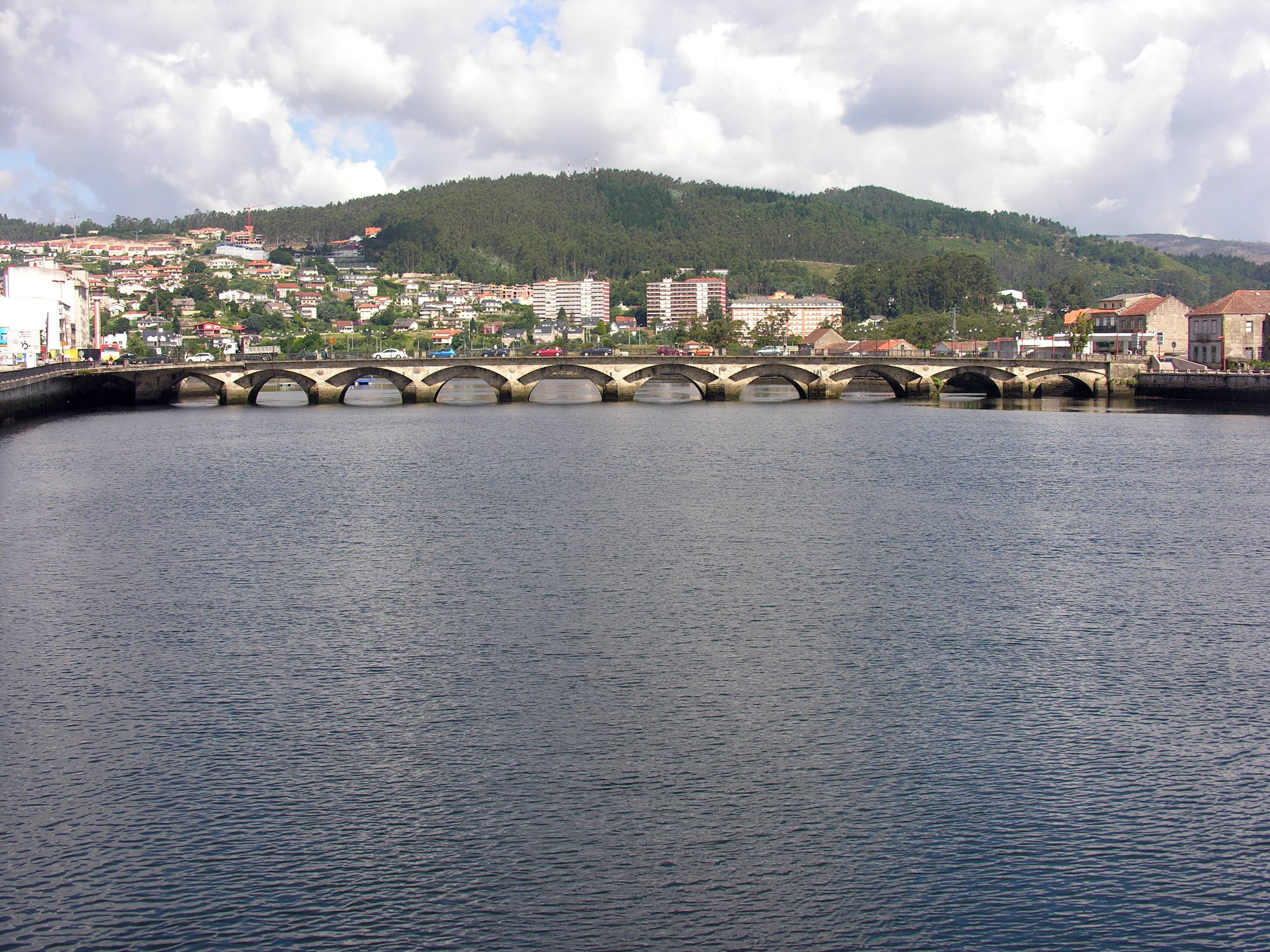
El riu Lérez, a la seva desembocadura a Pontevedra.

Existeixen molts embassaments per a la producció d'energia elèctrica, degut al cabal, el pendent i l'estretor dels rius, fet que també produeix el fenomen dels canyons, com els coneguts canyons del Sil, molts d'ells aprofitats per pantans.

### Clima
En general, Galícia té un clima suau d'influència oceànica, molt plujós i amb una temperatura mitjana anual ponderada de 13,3 °C. Tot i així, l'orografia irregular té com a conseqüència l'existència de múltiples microclimes, amb fortes variacions en àrees amb poc més de 200 km².
A grans trets, es poden distingir les següents zones:
- Les Rías Altas i interior de la província de la Corunya, amb un clima oceànic humit. Registra el major índex de precipitacions de Galícia, el menor nombre de dies assolellats i el major nombre de dies amb precipitacions a l'any.
- La costa de Lugo, amb un clima oceànic suau amb temperatures baixes durant tot l'any.
- L'interior, amb un clima oceànic gairebé continental.
- Les Rías Baixas, amb un clima oceànic suau.
- El curs fronterer del riu Miño, amb un clima molt proper al mediterrani suau.
- La Ribeira Sacra, amb un clima continental molt càlid propiciat per les valls del Miño i el Sil i les muntanyes que rodegen la ciutat d'Ourense. A l'estiu es registren habitualment temperatures màximes que se situen entre les més altes de tota la península Ibèrica, arribant a superar els 40 °C.

### Divisions administratives
Durant l'edat moderna i fins a la divisió territorial d'Espanya de 1833, Galícia va estar dividida en 7 províncies: la Corunya, Santiago, Betanzos, Mondoñedo, Lugo, Ourense i Tui. Actualment Galícia està conformada per quatre províncies:
- Província de la Corunya (en gallec A Coruña)
- Província de Lugo
- Província d'Ourense
- Província de Pontevedra

Les províncies, al seu torn, se subdivideixen en comarques (comarcas), que agrupen municipis (concellos). En l'actualitat hi ha 53 comarques gallegues: 18 pertanyen a la província de la Corunya, 13 a Lugo, 12 a Ourense i 10 a Pontevedra. També s'han implementat 313 municipis, l'administració bàsica més propera als ciutadans: 93 pertanyen a la Corunya, 67 a Lugo, 92 a Ourense i 61 a Pontevedra.
Finalment, els municipis es divideixen en parròquies (parroquias), 3.792 en total, i les parròquies estan formades per una o diverses entitats de població (lugares).

Províncies de Galícia i els municipis
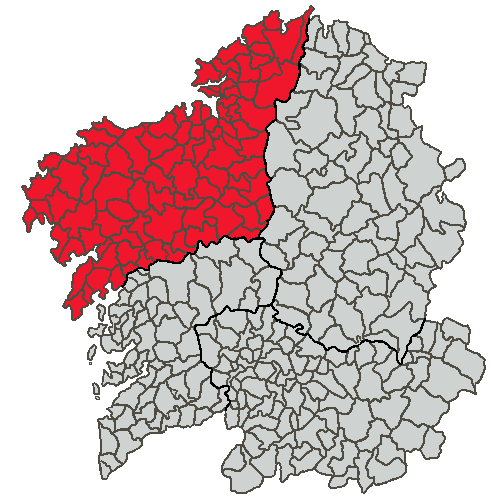
Província de la Corunya
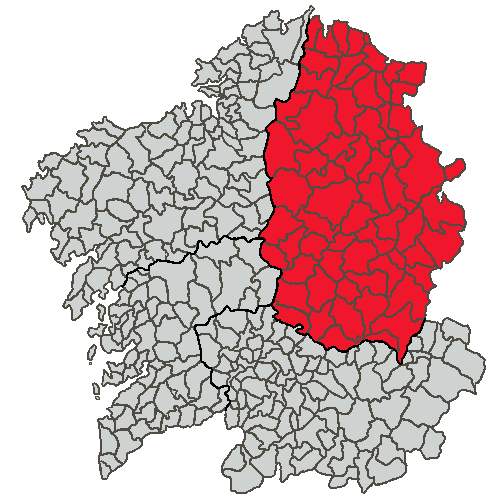
Província de Lugo
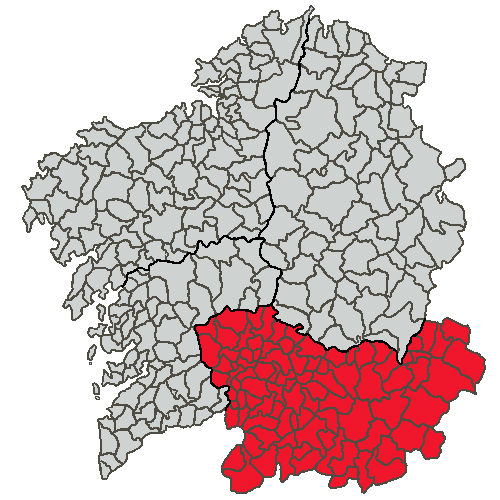
Província d'Ourense
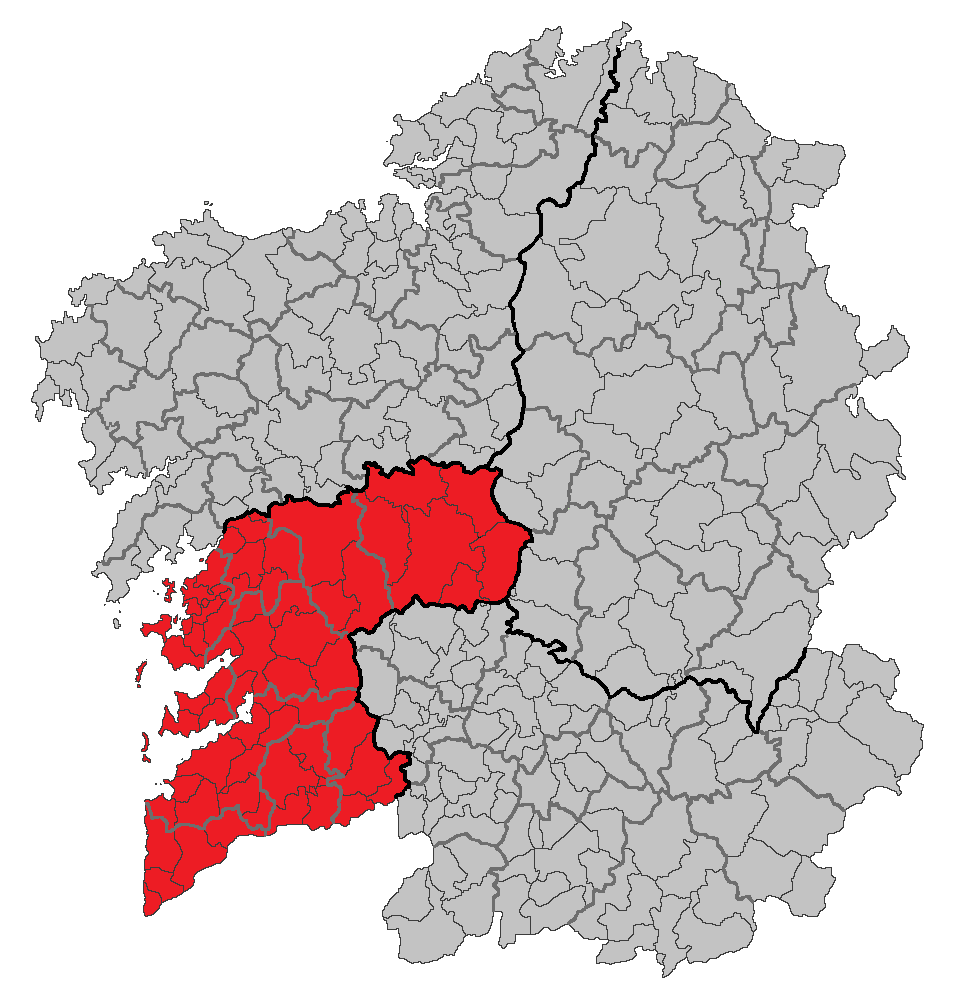
Província de Pontevedra

## Política i govern

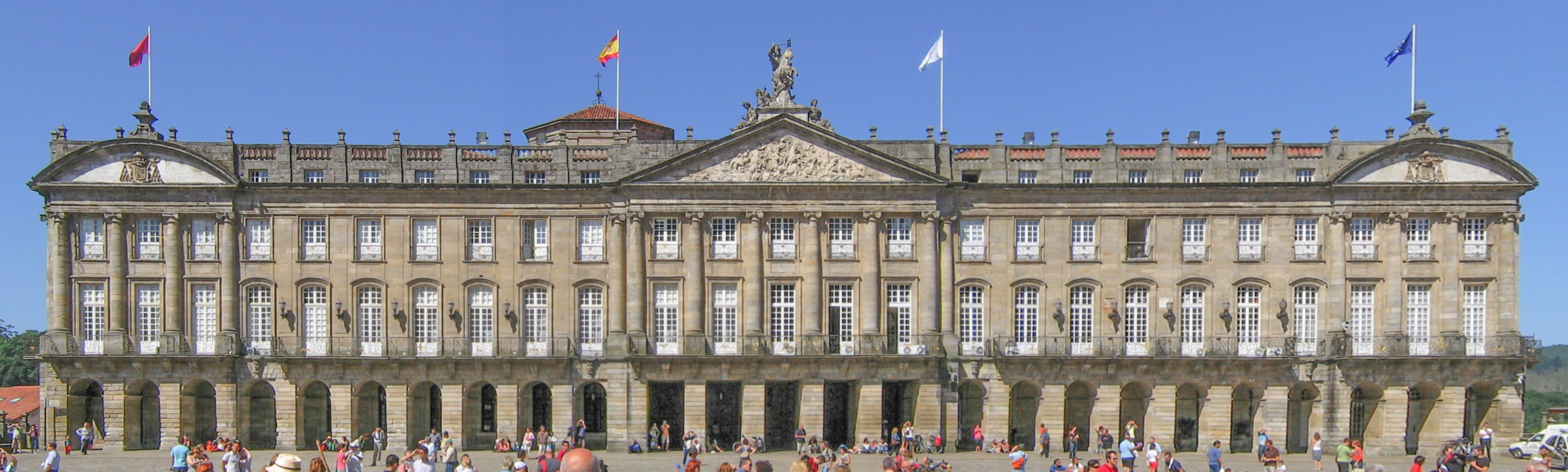
El Pazo de Raxoi, seu oficial de la presidència de la Xunta de Galícia, a Santiago de Compostel·la.

L'Estatut d'Autonomia de Galícia estableix que els poders de la comunitat s'exerceixen per mitjà del Parlament, la Xunta i la Presidència:
- El Parlament de Galícia és el representant màxim del poble gallec, i sobre el qual recau la potestat legislativa. El Parlament està integrat per 75 diputats elegits per sufragi universal per mitjà de la representació proporcional per un període de quatre anys, i en què està garantida per llei la possibilitat del vot als gallecs que resideixen a l'estranger.
- La Xunta de Galicia és l'òrgan col·legiat sobre el qual recau la potestat executiva i administrativa del govern. Està integrada pel president, el vicepresident i dotze consellers. La comunitat exerceix les seues funcions administratives per mitjà de la Xunta i dels seus ens i òrgans dependents. La Xunta també coordina les activitats de les Diputacions Provincials.
- el President de la Xunta de Galicia dirigeix i coordina les accions de la Xunta i ostenta la representació de la comunitat autònoma i l'ordinària de l'Estat espanyol a Galícia. És membre del Parlament i és elegit pels diputats i nomenat pel rei d'Espanya.

## Economia

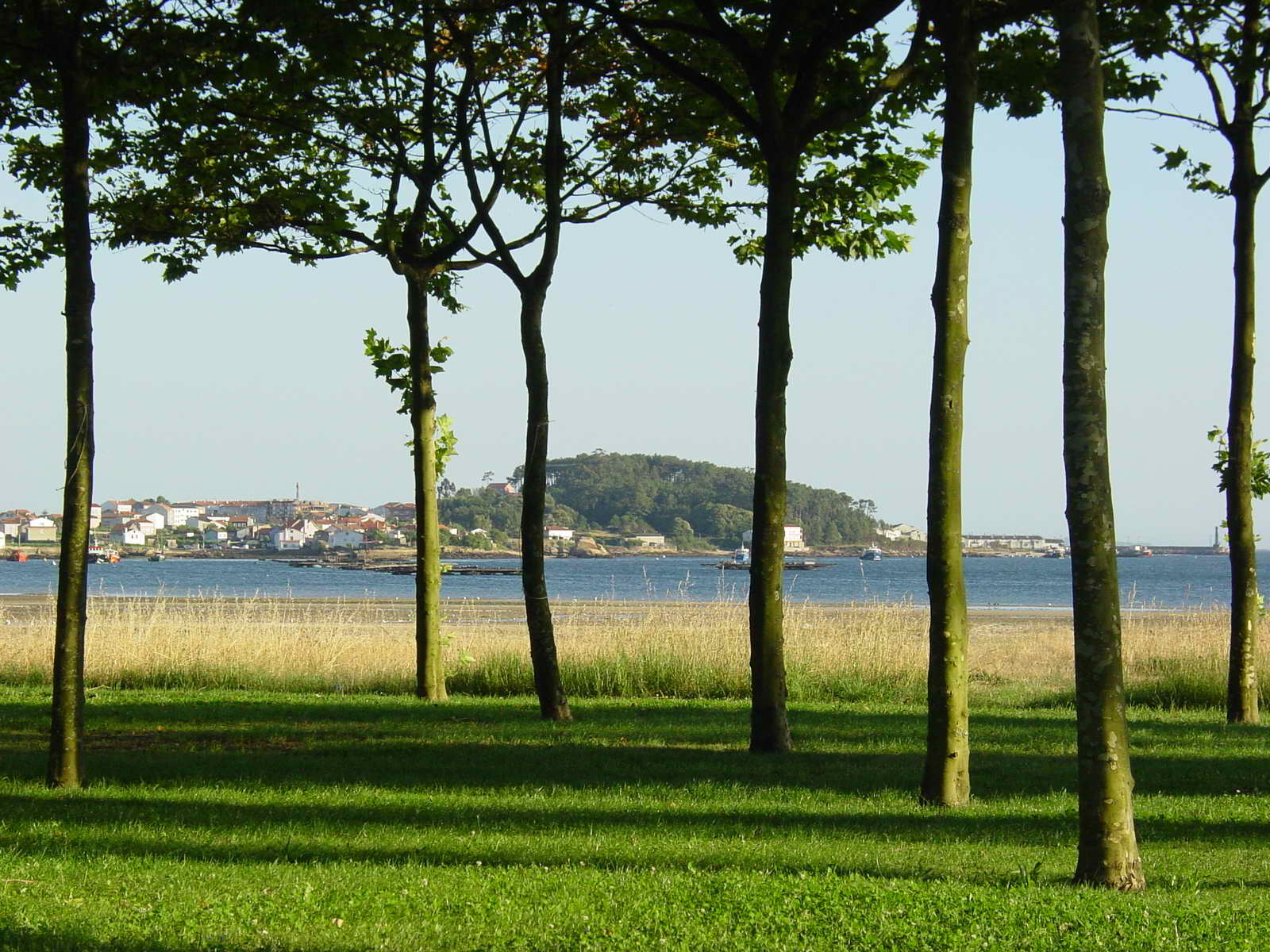
Ria d'Arousa (Pontevedra), que és la més gran de tot Espanya.

L'economia de Galícia és fortament enllaçada als recursos naturals; de fet, històricament, les activitats del sector primari han estat predominants en l'economia gallega i importants per al consum i l'ocupació. No obstant això, com és la tendència de les economies desenvolupades, la seua importància ha estat disminuint a poc a poc. El 1930, el valor agregat brut de l'agricultura i la pesca representava el 31,3% del total; el 2005 s'havia reduït al 4,75% del total. La productivitat, tanmateix, és baixa, per la qual cosa, este sector encara ocupa el 9,39 de la població econòmicament activa.
El sector secundari aporta el 28,8% del Producte interior brut gallec. Entre les grans indústries destaquen la planta d'alumini de la multinacional Alcoa a San Cibrao al municipi de Cervo, la indústria automobilística de la multinacional Citroën a Vigo, la mina i les centrals tèrmica i de cicle combinat d'Endesa a As Pontes de García Rodríguez, la refineria de la Corunya i la construcció naval a Vigo i Ferrol. En l'àmbit de la indústria tèxtil destaca el grup internacional Inditex (Zara, Pull and Bear i altres), amb seu a Arteixo. També és important la indústria relacionada amb la manipulació del granit.
Galícia té dues entitats financeres importants: Abanca, filial del grup Banesco, i el Banco Pastor, propietat de Banco Popular. Abanca és la marca comercial del banc que es va crear el 2014 amb la fusió per absorció del Banco Etcheverría per part de NCG Banco, aquest últim resultat de la fusió de dues caixes d'estalvis, Caixa Galicia i Caixanova. El Banco Pastor per la seva banda és la marca a Galícia del Banco Popular, que el va adquirir l'any 2011. Abans de la seva absorció per part d'altres entitats, el Banco Etcheverría i el Banco Pastor eren els dos bancs més antics d'Espanya.
El turisme, de desenvolupament més tardà que en altres zones de la península, representa avui en dia una important font d'ingressos, amb la peculiaritat que es concentra a la costa, principalment a les Rías Baixas, i a Santiago de Compostel·la. Aproximadament un 13% de la població treballa en el sector del turisme, que suposa el 12% del Producte Interior Brut gallec. Segons l'IGE, durant l'any 2014 Galícia va rebre 4.089.870 turistes.

## Transport

### Aeroports

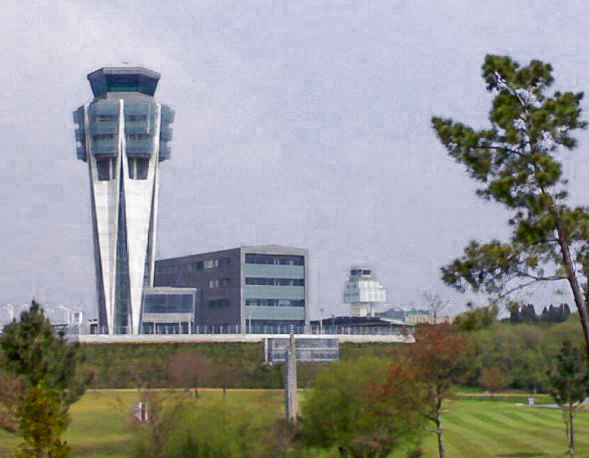
Torre de control de l'aeroport de Santiago de Compostel·la

A Galícia hi ha tres aeroports a l'eix atlàntic, que donen servei a les ciutats més importants:
- L'aeroport de Santiago de Compostel·la, amb un trànsit de 3.640.664 passatgers l'any 2024, és el més important de Galícia. Connecta amb diverses ciutats d'Espanya i Europa, com Basilea, Ginebra, Londres o París. Té bases permanents d'operacions de dues aerolínies: Vueling i Ryanair.
- L'aeroport de la Corunya, amb 1.237.569 passatgers l'any 2024, té vols directes a diverses ciutats espanyoles i a Ginebra, Londres i Milà.
- L'aeroport de Vigo, amb 1.058.029 passatgers l'any 2024, té vols directes a diverses ciutats d'Espanya i a Londres.

### Ports

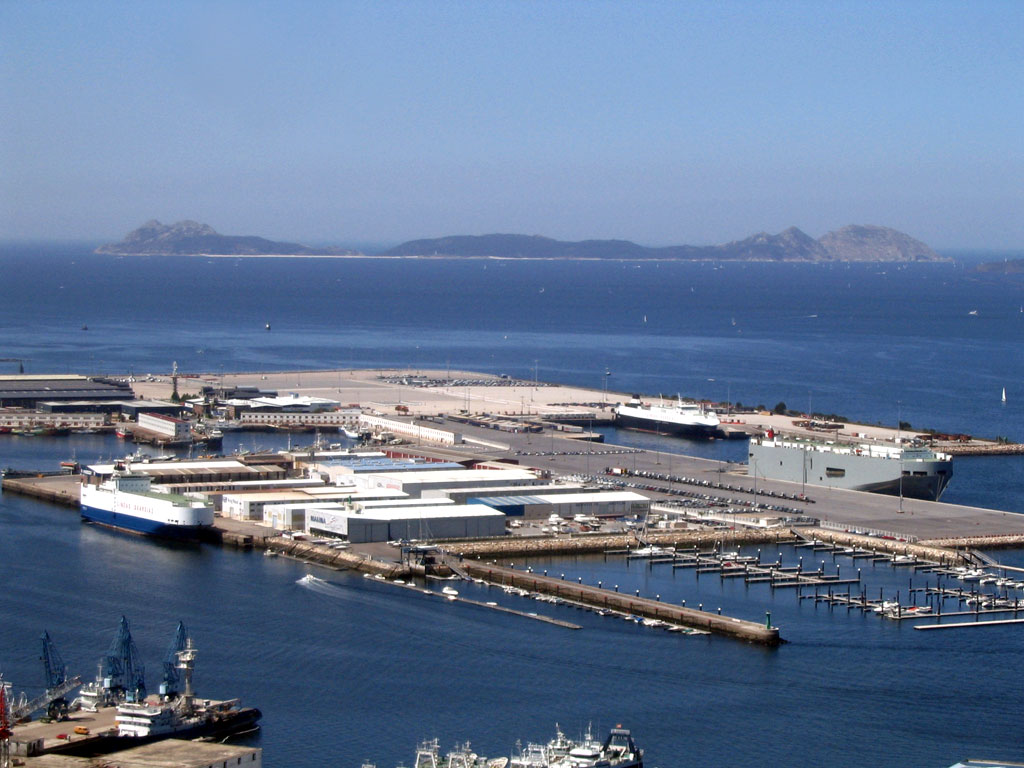
Port de Vigo amb les illes Cíes al fons.

Entre els ports gallecs destaca el port de Vigo, que és un dels majors ports de pesca del món. El seu trànsit total l'any 2014 va ser de 4.087.402 tones. Altres ports importants són els de Ferrol i la Corunya, amb els seus respectius ports exteriors en construcció, així com els ports de Marín, Vilagarcía de Arousa i Burela. A Galícia hi ha, a més, uns altres 122 ports gestionats per l'empresa pública Portos de Galicia.

### Xarxa viària
La xarxa viària de Galícia està formada per diverses autopistes i autovies que uneixen les principals ciutats i una xarxa nacional i secundària que arriba a la resta de municipis.

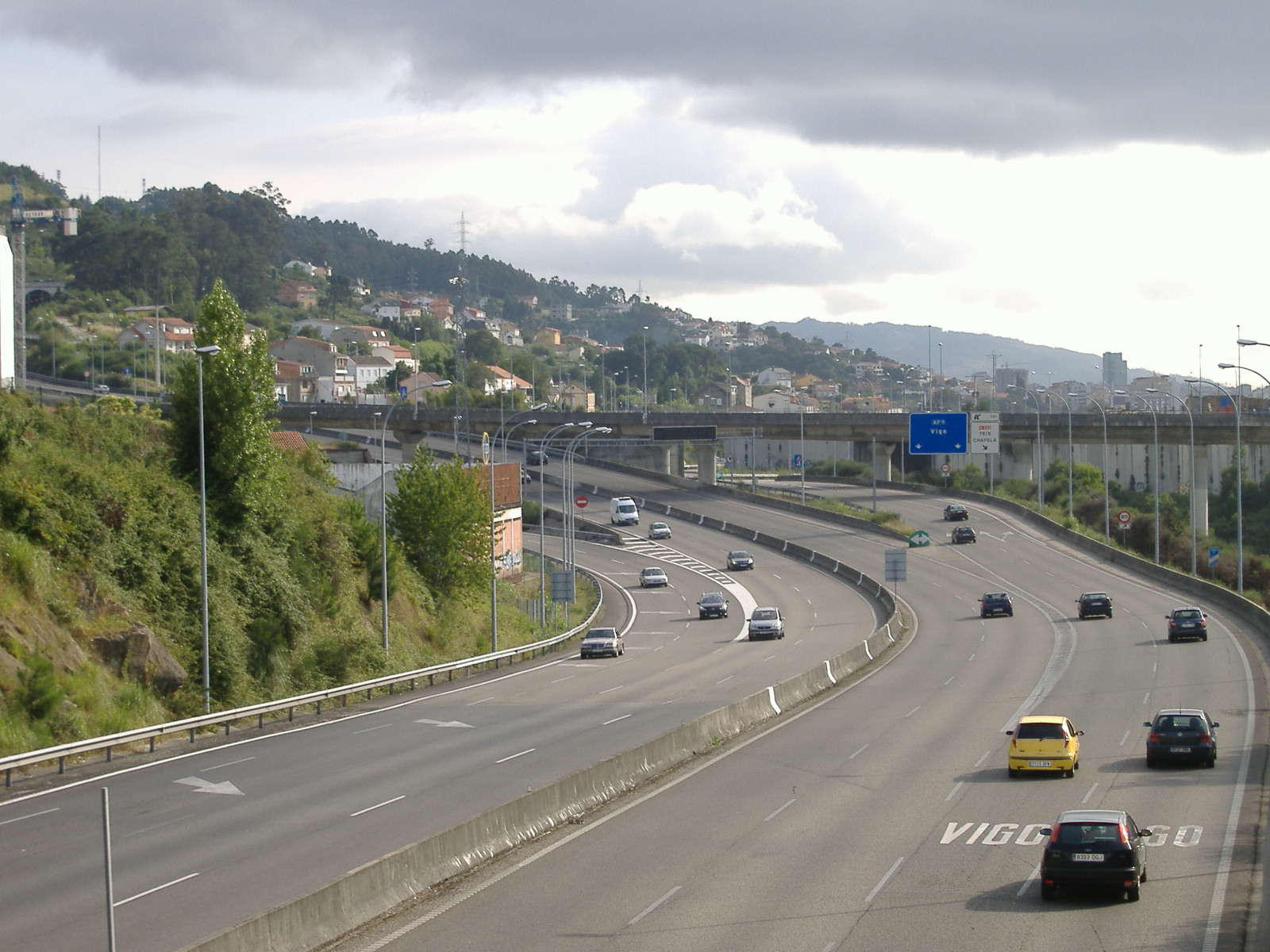
Autopista AP-9 cap a Vigo.

Cal destacar les autovies d'accés a la comunitat: l'A-6 que uneix la Corunya i Lugo amb Madrid entrant per Pedrafita do Cebreiro, l'A-52 que uneix Vigo i Ourense amb Benavente (Zamora) entrant per A Gudiña, i l'A-8, que uneix l'A-6 a Baamonde amb la costa, continuant cap a Astúries, Cantàbria i el País Basc. A més, està en projecte l'A-76, que entrarà per Valdeorras i seguirà un recorregut similar al de l'actual N-120 entre Ponferrada i Ourense.
A l'interior hi trobem l'AP-9 entre Ferrol i Vigo i l'AP-53/AG-53 entre Santiago i Ourense. Estan actualment en construcció les autovies A-54 entre Santiago i Lugo, i l'A-56 entre Lugo i Ourense. A més de l'AG-53, hi ha altres autopistes i autovies gestionades per la Xunta de Galícia que uneixen les principals capitals comarcals, com l'AG-55 que uneix la Corunya i Carballo o l'AG-64 entre Ferrol i Vilalba.

### Ferrocarril

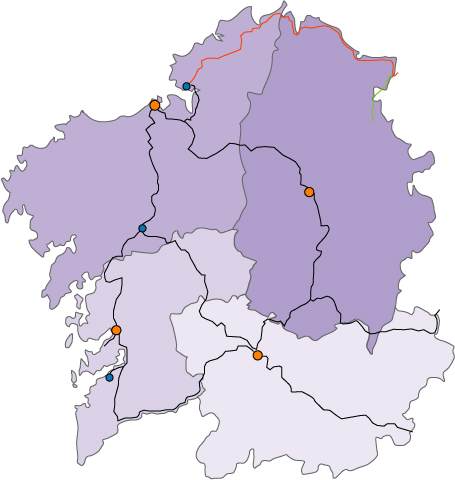
Línies de ferrocarril convencional existents a Galícia.

El 15 de setembre de 1873 es va inaugurar el primer ferrocarril de Galícia entre O Carril, al municipi de Vilagarcía de Arousa, i Cornes, al costat de Santiago. El 1875 es va inaugurar la segona línia, que unia la Corunya i Lugo. No seria fins a l'any 1883 quan es va lligar amb la resta de l'Estat espanyol a través d'O Barco de Valdeorras.
La xarxa ferroviària convencional té uns 1.100 km de longitud. Hi ha diverses línies d'ample ibèric (1.668 mm) que uneixen les set ciutats gallegues i una línia de via estreta (1.000 mm) que fa el recorregut Ferrol-Ribadeo-Oviedo. De totes aquestes línies l'única electrificada és la que entra per Ponferrada cap a Monforte de Lemos, Ourense i Vigo.
De la xarxa d'alta velocitat hi ha dues línies que vertebren Galícia: l'eix atlàntic entre la Corunya i Vigo, passant per Santiago de Compostel·la i Pontevedra, i la línia Olmedo-Galícia que connecta el centre peninsular amb Santiago passant per Ourense.

## Demografia

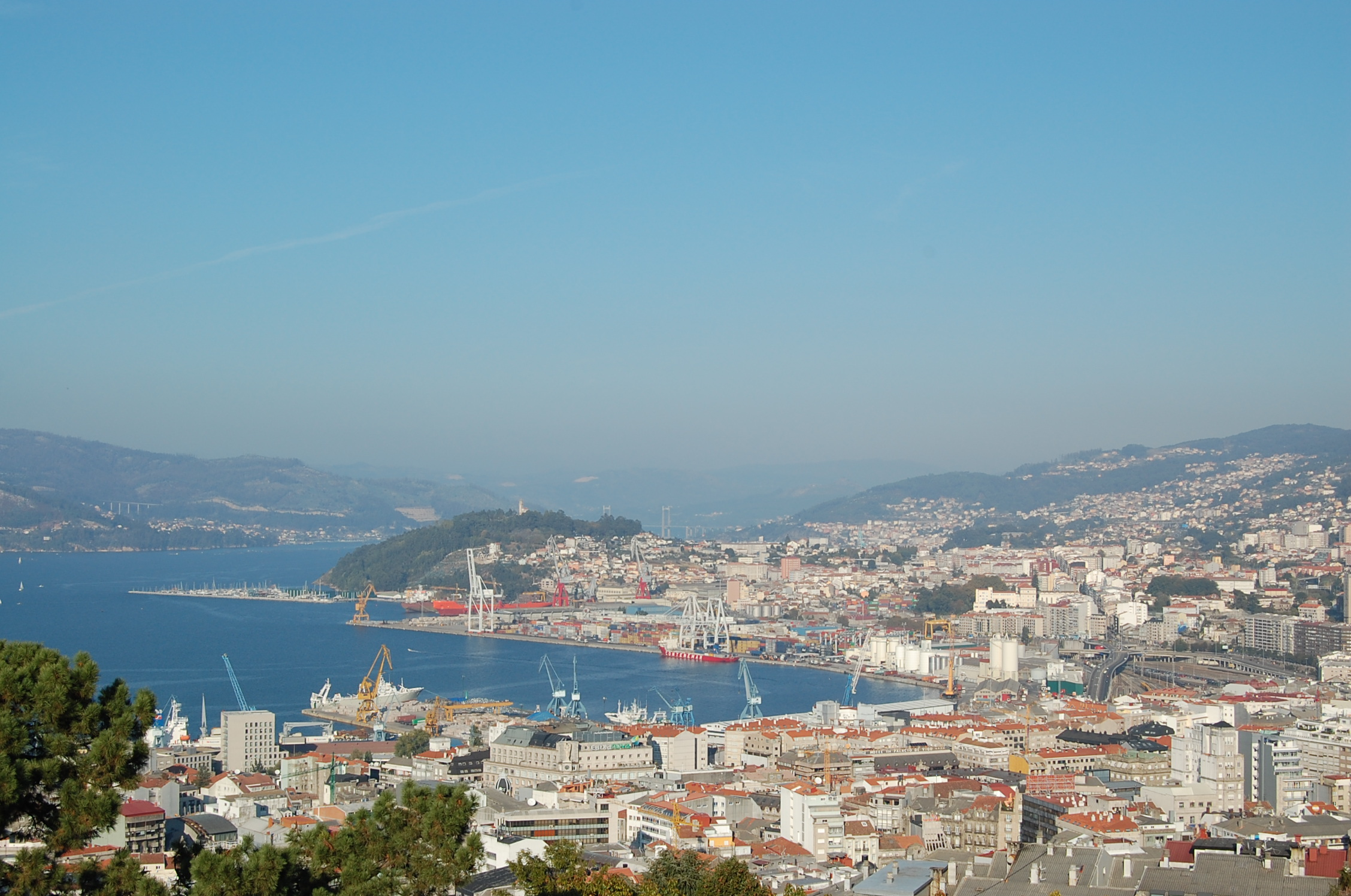
Vigo és la ciutat més poblada de Galícia.

Amb una població de 2.708.339 habitants el 2017, Galícia és la cinquena comunitat autònoma d'Espanya en població. La seva densitat poblacional, de 92,6 hab./km², és lleugerament superior a la mitjana espanyola i similar a l'europea. La divisió del territori en municipis, parròquies i llogarets afavoreix la dispersió de la població en el territori. A Galícia hi ha més de 30.000 llogarets, 1.183 d'ells deshabitats. Aproximadament la meitat de les entitats de població d'Espanya es troben a Galícia.
La població de Galícia es concentra en la seva majoria a les zones costaneres, essent les àrees de les Rías Baixas i el golf Àrtabre les zones amb major densitat de població. El municipi de Vigo, amb 292.986 habitants, és el més poblat de la comunitat, seguit dels de la Corunya, 244.099 habitants, i Ourense, 105.636 habitants. Juntament amb aquestes tres, Galícia té quatre localitats més considerades ciutats: Lugo, Santiago de Compostel·la (capital administrativa de Galícia), Pontevedra i Ferrol.
Segons el cens de 2006, el nivell de fertilitat de les gallegues era d'1,03 fills per dona, per sota de la mitjana estatal (1,38) i de la xifra necessària per al relleu generacional de la població (2,1). El 2006 es van registrar a Galícia un total de 21.392 naixements i 29.389 defuncions. En els últims anys ha crescut tímidament el nombre de naixements però el creixement vegetatiu continua sent negatiu.
Amb relació a l'esperança de vida, els gallecs tenien l'any 2007 una mitjana de vida de 81,1 anys (77,4 anys per als homes i 84,7 per les dones). Des de 1981 l'esperança de vida dels gallecs s'ha vist incrementada en 5 anys, gràcies a la millora de la qualitat de vida. L'envelliment de la població també posa de manifest l'increment de persones d'edat avançada que registra gradualment la comunitat. L'any 1991 hi havia 300 persones amb més de cent anys. Vint-i-cinc anys més tard aquesta xifra arriba als 518 (un 72% més).
La proporció d'estrangers a Galícia és del 2,67% de la població total. Les nacionalitats predominants són la portuguesa (11,93% del total d'estrangers), la colombiana (10,93%) i la brasilera (8,74%).

### Evolució demogràfica

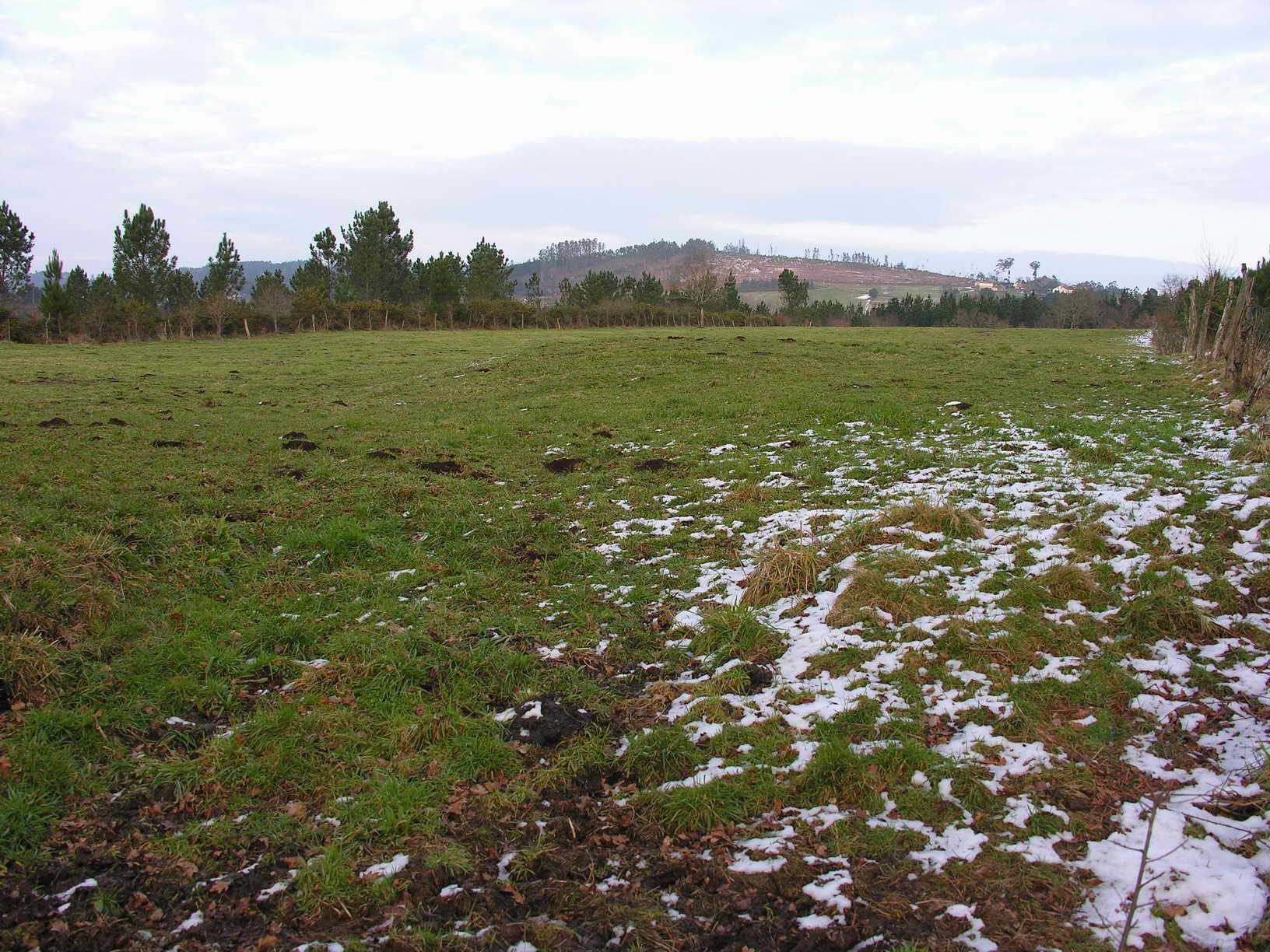
Paisatge típic gallec, prop d'Arzúa.

La història demogràfica recent de Galícia ha sigut la d'una contínua pèrdua de pes respecte a la resta de l'estat, fruit de l'emigració. Prop de tres milions de gallecs han emigrat, majoritàriament a les altres comunitats autònomes espanyoles i a l'Argentina, sense oblidar que n'hi ha a l'Uruguai, Veneçuela, Cuba (Fidel Castro era fill d'un gallec), el Brasil, Mèxic i els països de Centre Europa. Així, l'any 1857 Galícia representava l'11,49% de la població espanyola, mentre que el 2008 ja era inferior al 6%.
| Població    | 1.776.879 | 1.894.558 | 1.980.515 | 2.063.589 | 2.124.244 | 2.230.281 | 2.495.860 | 2.604.200 |
| Percentatge | 11,49%    | 10,79%    | 10,64%    | 10,32%    | 9,93%     | 9,42%     | 9,59%     | 9,26%     |
| Any         | 1960      | 1970      | 1981      | 1991      | 1996      | 2001      | 2006      | 2008      |
| Població    | 2.602.962 | 2.583.674 | 2.753.836 | 2.720.445 | 2.742.622 | 2.732.926 | 2.767.524 | 2.794.796 |
| Percentatge | 8,51%     | 7,61%     | 7,30%     | 6,90%     | 6,91%     | 6,65%     | 6,19%     | 5,99%     |

### Municipis més poblats
A diferència de la resta d'Espanya, Galícia, a pesar de no ser de les comunitats més extenses, compta amb nombroses ciutats de considerable població (dades de 2018):

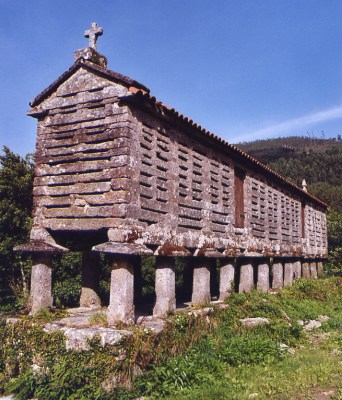
Un hórreo (sitja), que és una mena de graner típic del nord d'Espanya.

| - Vigo: 293.642 hab. - la Corunya (A Coruña): 244.850 hab. - Ourense: 105.505 hab. - Lugo: 98.025 hab. - Santiago de Compostel·la (Santiago de Compostela): 96.405 hab. - Pontevedra: 82.802 hab. - Ferrol: 66.799 hab. - Narón: 39.115 hab. - Vilagarcía de Arousa: 37.519 hab. - Oleiros: 35.559 hab. - Arteixo: 31.917 hab. | - Ames: 31.278 hab. - Carballo: 31.261 hab. - Culleredo: 30.221 hab. - Redondela: 29.194 hab. - Ribeira: 27.067 hab. - Cangas: 26.487 hab. - Cambre: 24.603 hab. - Marín: 24.362 hab. - Ponteareas: 22.854 hab. - A Estrada: 20.661 hab. - Lalín: 20.103 hab. |

### Llengües

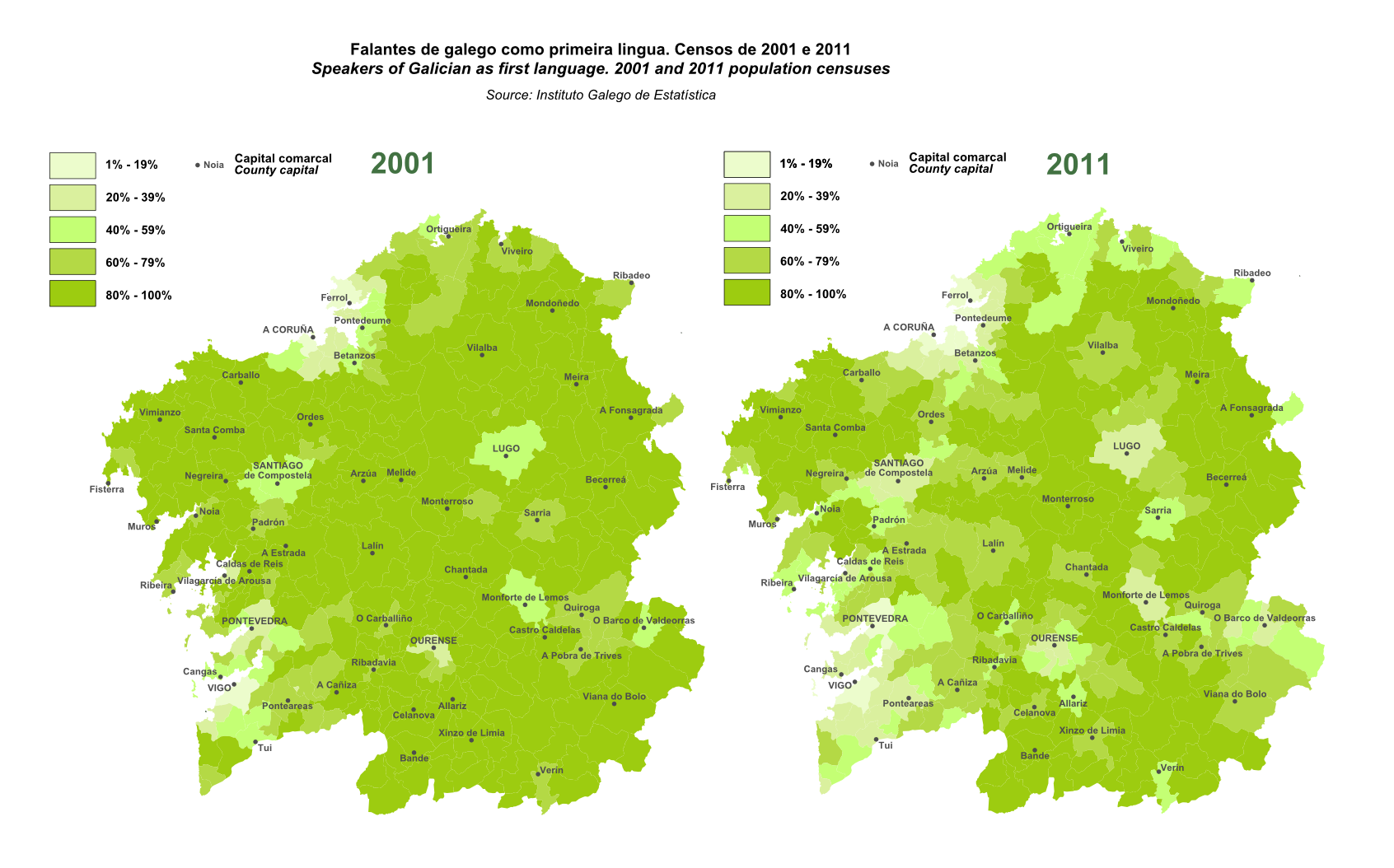
Parlants de gallec com a primera llengua segons els censos de població i habitatges de l'Institut Gallec d'Estadística (2001)

L'idioma propi de Galícia és el gallec, que és oficial junt amb el castellà. El gallec té amb el portuguès un tronc comú (galaicoportuguès) i manté viva una tradició d'elements celtes, heretada dels celtes, en la cultura dels Castros, abans de l'arribada dels romans.
Un moviment lingüístic (el reintegracionisme) sosté que el gallec i el portuguès només són diferents varietats del mateix idioma gallec-luso-brasiler i que l'actual separació de la normativa portuguesa i la normativa oficial gallega només es deu a la castellanització normativa del gallec (única varietat galaicoportuguesa amb ortografia semblant a la del castellà).
Recentment s'ha trobat el document escrit més antic escrit en gallec que es conserva, el qual data de l'any 1228, es tracta del Foro do bo burgo de Castro Caldelas atorgat per Alfons IX a l'abril del dit any a la vila d'Allariz, a la província d'Ourense.
El seu ús ha decaigut amb el pas dels anys a les àrees rurals a causa de la influència de l'espanyol en les urbanes. Així i tot, segons el més recent estudi sobre els costums idiomàtics de la població gallega, el coneixement de la llengua se situa entorn d'un 80% de la població. És l'idioma percentualment més parlat d'entre els propis de les nacionalitats històriques.

## Cultura
El gallec és la llengua oficial, junt al castellà.

### Literatura
Com en el cas de la majoria de les llengües romàniques, les primeres manisfestacions literàries en gallec (anomenat de vegades galaicoportuguès) daten de l'edat mitjana. Després d'aquesta etapa en què destaca sobretot la producció poètica, va tenir lloc un llarg període de més de tres segles de sequea literària en la qual va desaparèixer gairebé per complet la literatura gallega. Amb el Rexurdimento, a la segona meitat del segle xix, la literatura en gallec reneix amb noms fonamentals com el de Rosalía de Castro.
Ja al segle xx, abans de la guerra civil tenen especial importància grups d'intel·lectuals com les Irmandades da Fala o la Xeración Nós, amb escriptors com Vicente Risco, Ramón Cabanillas i Castelao. Poden observar-se després dos períodes més que coincideixen, aproximadament, un amb el franquisme i l'altre a partir de la transició. Autors de fama de la literatura gallega contemporània són Xosé Luís Méndez Ferrín, Manuel Rivas o Suso de Toro.
Des de 1963, el 17 de maig se celebra el Día das Letras Galegas (Dia de les Lletres Gallegues) per a homenatjar a persones que van destacar per la seva producció literària en gallec.

### Música

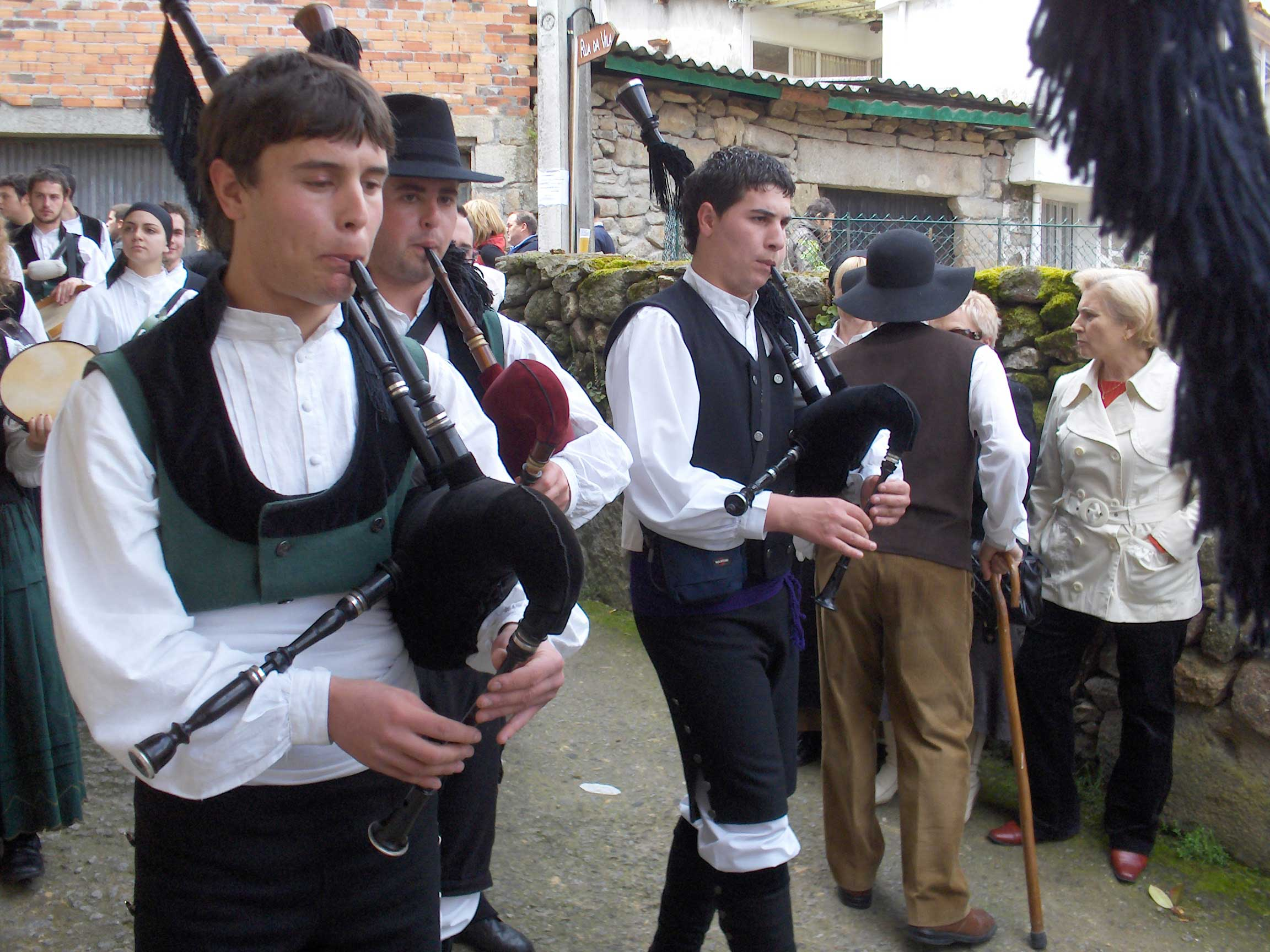
Gaiters en una romeria a Vilanova dos Infantes, Celanova.

La música popular gallega té un origen obscur i remot i una gran varietat de melodies i tonades. Els instruments característics són la gaita, el tamborí, el pandeiro, les ferreñas, les cunchas i la zanfona medieval. En canvi, la música culta no ha estat gaire conreada a Galícia i ha restat limitada als mestres de capella i a les escolanies de les catedrals.
Entre els ritmes musicals destaquen les muiñeiras, dances folclòriques tradicionals que tenen el seu origen als molins on es molia el blat, i els alalás.

### Gastronomia

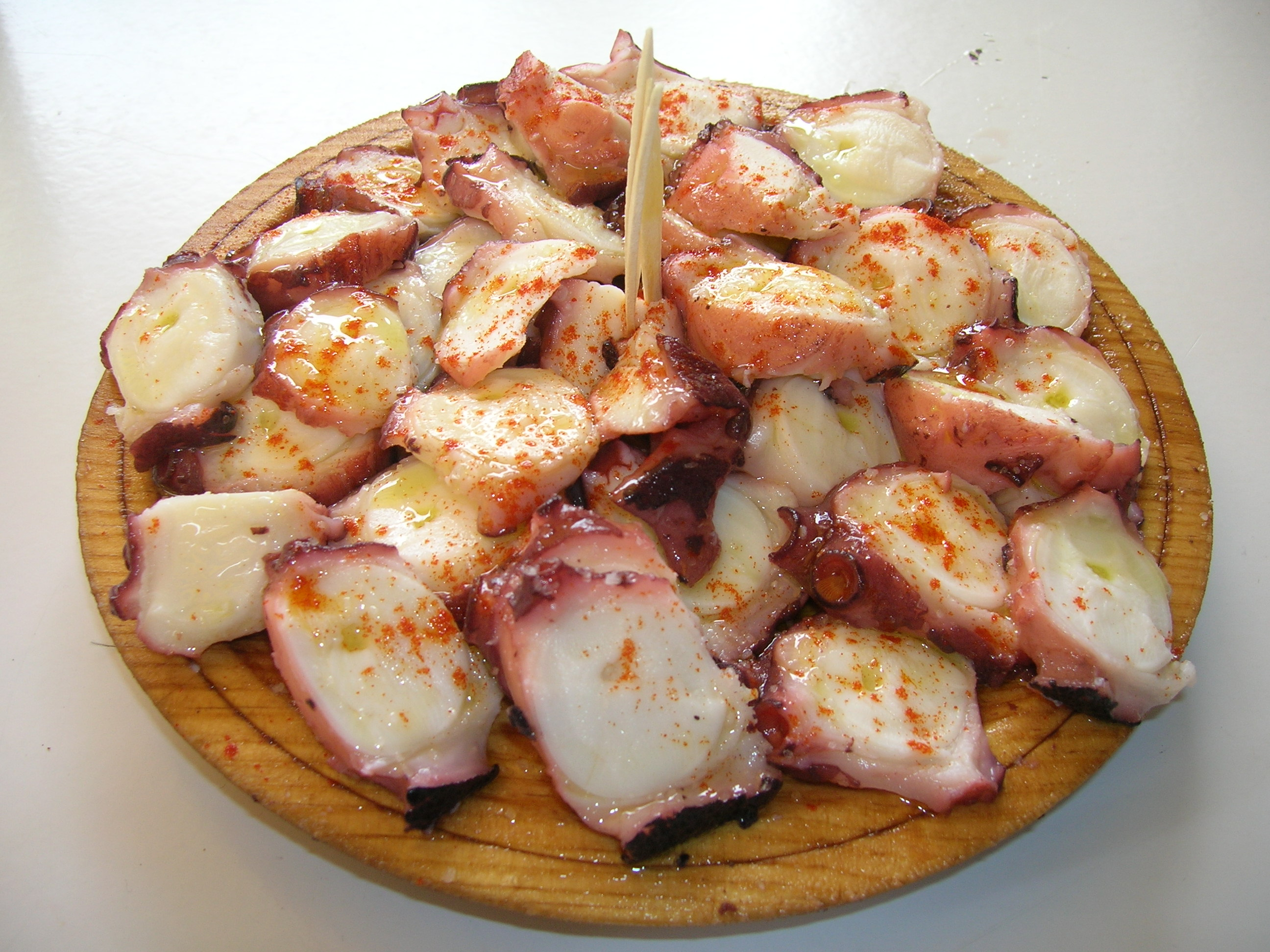
Pop á feira.

La gastronomia gallega destaca per la varietat i qualitat dels seus productes, demostrada pels més de 30 productes gallecs amb Denominació d'origen protegida. Sovint els productes gallecs són protagonistes de moltes fires i festes patronals i gastronòmiques.
Els plats més tradicionals de la cuina gallega són, entre d'altres, el caldo gallec, el pop á feira, el bullit, el lacón con grelos, els pebrots de Padrón, la caldeirada, el xurrasco, el marisc, els callos i l'empanada. Entre els postres destaquen el pastís de Santiago i el de Mondoñedo, les orelles (típiques del Carnaval) i les filloas. Altres productes típics són la patata, la castanya, la mel, els embotits, el formatge i el pa.
Entre les begudes destaquen la queimada, els aiguardents i derivats, i els diferents tipus de vi, entre els quals cal destacar les cinc denominacions d'origen: O Ribeiro, Rías Baixas, Monterrei, Valdeorras i Ribeira Sacra.

### Festes i celebracions

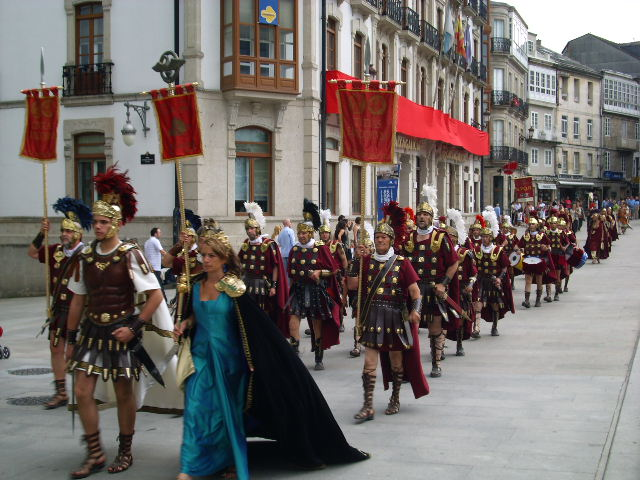
Desfilades a l'Arde Lucus

Algunes de les festes més populars de Galícia són:2019
- Festes de l'Apòstol Santiago: en honor del patró de Galícia, se celebren durant dues setmanes a Santiago de Compostel·la.[20] Inclou actes religiosos i el llançament de focs artificials la nit del 24 de juliol des de la catedral.
- Festes de Sant Froilà de Lugo: en honor del patró de la ciutat de Lugo, entre el 4 i el 12 d'octubre. Són famoses per les casetes on es degusta el pop á feira.
- Setmana Santa de Ferrol i Viveiro.
- Entroido (Carnaval) de Verín i Xinzo de Limia.
- Arde Lucus: els habitants de Lugo recorden el seu passat romà i celta, disfressant-se d'època i realitzant activitats com circs romans, venda d'esclaus o casaments celtes.
- Festa del marisc: se celebra cada octubre des de 1963 a O Grove.
- Festa de San Paio: al mes de juny a A Estrada.
- Festa da Dorna: se celebra el 24 de juliol a Ribeira i va néixer com una broma d'un grup d'amics als seus veïns.
- Feira Franca: fira que se celebra a Pontevedra a principis de setembre i consisteix en la recreació d'un mercat obert, amb activitats històriques i artesanals.
- Rapa das Bestas de Sabucedo: se celebra a Sabucedo (A Estrada) el primer cap de setmana de juliol. És una tradició ancestral en la qual es rapen cavalls salvatges.
- Festival Internacional do Mundo Celta: se celebra durant el mes de juliol a Ortigueira amb la presència de grups celtes i de música folk.
- Romeria Viquinga de Catoira: se celebra el primer diumenge d'agost a Catoira i commemora la defensa de Galícia dels atacs pirates que buscaven el tresor de Compostel·la.
- Corpus Christi de Ponteareas: se celebra el cap de setmana següent al Corpus Christi amb la confecció de catifes florals.
- Festa do polbo: fira gastronòmica que se celebra el segon diumenge d'agost a O Carballiño on el protagonista és el pop.2019[cal citació]
- Dia de les Lletres Gallegues: se celebra cada 17 de maig[20] des que va ser instituïda el 1963 per la Real Academia Galega.

### Mitjans de comunicació

#### Televisió

La TVG fa un important paper normalitzador del gallec.

La Televisión de Galicia (TVG) és la cadena pública autonòmica de televisió, que emet des del 24 de juliol de 1985 i forma part de la Corporación de Radio e Televisión de Galicia (CRTVG). Televisión de Galicia emet a tot el territori i disposa també de dos canals internacionals, Galicia TV Europa i Galicia TV América, que emeten a tota la Unió Europea i a Amèrica gràcies al satèl·lit Hispasat. Existeix un segon canal, la tvG2, que emet d'ençà del 2 de febrer de 2009.
El Centre Territorial de Galícia de Televisió Espanyola va començar a emetre programació pròpia el 1974, i va ser el primer canal que tenia programació regular en gallec.
A més hi ha una televisió privada d'àmbit gallec anomenada V Televisión. Fins al 2013 n'hi havia una altra de privada, Popular Televisión Galicia.
Respecte a les televisions locals, la primera neix a Narón el 1984. Durant la dècada de 1990 es van generalitzar i el 2006 hi havia 36 emissores locals al país. Amb l'arribada de la TDT es van establir demarcacions supramunicipals per a les televisions locals, el govern gallec havent atorgat les concessions per a la televisió local l'any 2006.

#### Ràdio
La Radio Galega (RG) és la ràdio pública de Galícia, que forma part de la CRTVG juntament amb la Televisión de Galicia. Radio Galega va començar a emetre en fase de proves el 24 de febrer de 1985, i va encetar la seva programació regular el 29 de març del mateix any. Disposa de dues cadenes que emeten convencionalment, la Radio Galega, que emet programació generalista, i la Radio Galega Música, que emet música. Hi ha també un gran nombre d'emissores locals associades a l'EMUGA.

#### Premsa
El diari gallec amb major difusió és La Voz de Galicia, que té 13 edicions locals i una a escala estatal que s'ha convertit en el quart diari més venut d'Espanya. Altres diaris importants són El Correo Gallego, El Progreso, Faro de Vigo i La Región. Entre altres diaris de menor difusió cal destacar Atlántico Diario, de l'àrea metropolitana de Vigo, el diari esportiu DxT Campeón, els diaris El Ideal Gallego i La Opinión de A Coruña, l'Heraldo de Vivero, el Diario de Ferrol i el Diario de Pontevedra. Entre els diaris electrònics destaquen Galicia Confidencial, Praza Pública, Sermos Galiza i Galicia Hoxe, que en la seva ja desapareguda edició en paper va ser el primer que es va publicar íntegrament en gallec.

### Esports

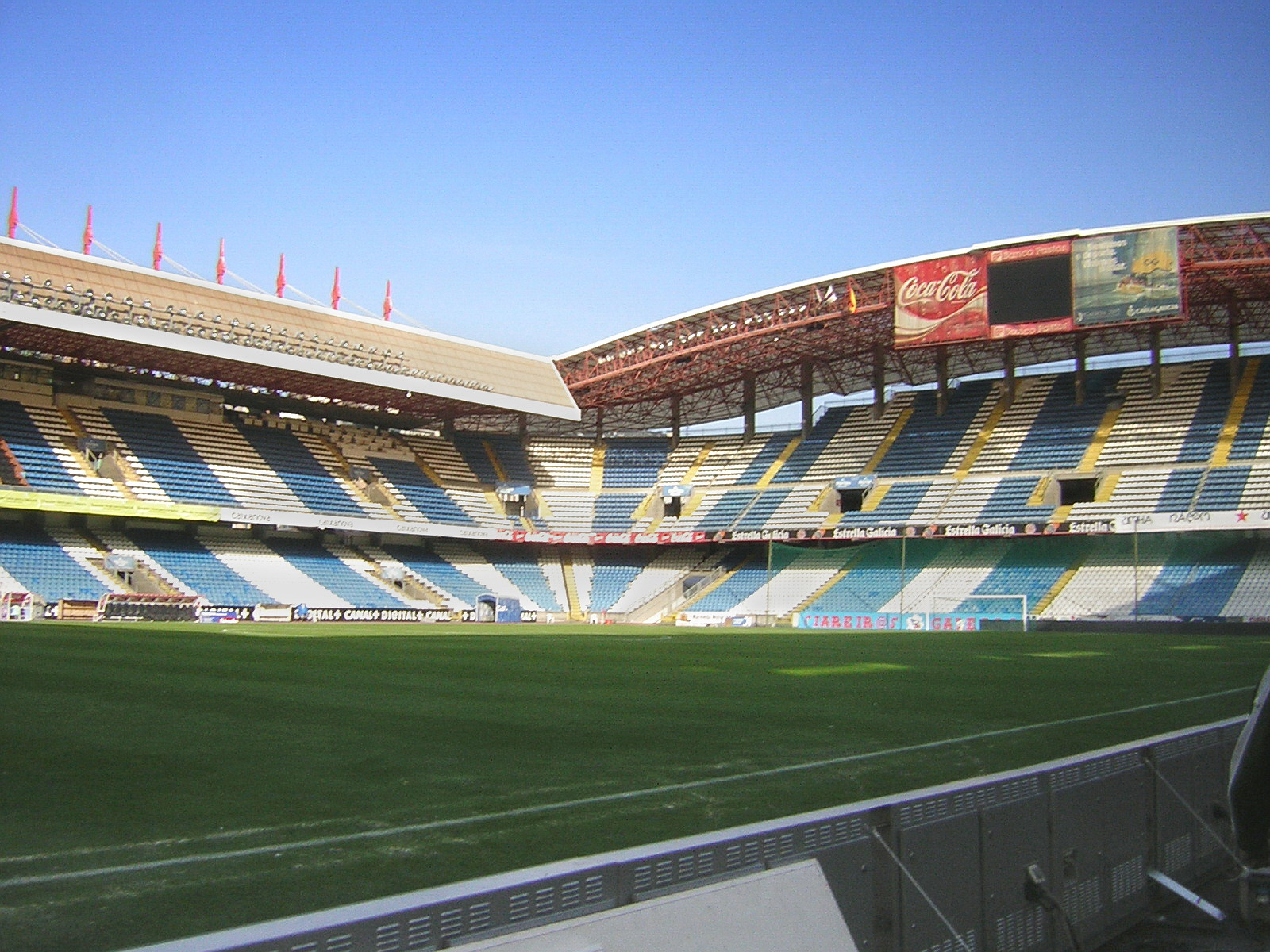
L'estadi de Riazor, on juga els seus partits el Deportivo de la Corunya.

Dels esports de masses, el futbol n'és el més important. Els principals equips són el Deportivo de la Corunya, amb sis títols (Lliga, dues Copes i tres Supercopes), i el Celta de Vigo, l'equip gallec amb més temporades a Primera Divisió, que han jugat competicions europees en diverses ocasions. El Celta és actualment l'únic representant gallec a la màxima categoria. A Segona divisió juguen el Deportivo i també el Racing de Ferrol. Altres equips importants són els històrics Compostela i Pontevedra CF, que han arribat a jugar a Primera divisió, el CD Lugo o el desaparegut CD Ourense. A nivell individual, va sortir de les categories inferiors corunyeses el primer Pilota d'Or de l'Estat espanyol, Luis Suárez Miramontes. Galícia va acollir diversos partits de la Copa Mundial de Futbol de 1982 als estadis de Riazor i Balaídos i està previst que Riazor sigui seu també del Mundial de 2030.
En bàsquet, destaquen equips com el CB Breogán de Lugo i el Club Básquet Coruña, tots dos a la lliga ACB, i el Club Ourense Baloncesto i l'Obradoiro de Santiago, a la segona divisió espanyola, la lliga LEB, sense oblidar el desaparegut OAR Ferrol, un dels fundadors de l'ACB. A nivell individual, destaquen noms com Fernando Romay, medallista als Jocs Olímpics de 1984 i ex-jugador, entre d'altres, del Reial Madrid, o Fran Vázquez, ex-jugador dels Orlando Magic de l'NBA o del FC Barcelona.
Destaquen també equips d'handbol com el SD Teucro, SD Octavio i BM Cangas; a hoquei sobre patins destaquen el HC Liceo, equip gallec amb més títols nacionals i internacionals, i el desaparegut CP Cerceda; o els equips de futbol sala Noia FS, Santiago Futsal, O Parrulo FS, Prone Lugo i Burela FS. Existeixen, a més, diverses seleccions gallegues, entre les quals destaquen les de futbol, bàsquet o rugbi.
Galícia també és coneguda per la seva tradició en esports aquàtics, com rem, navegació esportiva, piragüisme o surf. Esportistes gallecs han aconseguit habitualment medalles en els Jocs Olímpics en aquests tipus d'esport, com David Cal, l'espanyol amb més medalles, Támara Echegoyen, Sofía Toro, Carlos Pérez Rial, Antón Paz Blanco o Fernando Echavarri. En l'àmbit aqüàtic l'esport gallec per excel·lència són les traïnyes, amb diversos representants gallecs a la lliga San Miguel. A més, en els últims anys s'ha convertit en una potència del triatló, de la mà de Javier Gómez Noya, medallista olímpic el 2012, i Iván Raña, tots dos campions del món.
Altres esportistes destacats són el ciclista Óscar Pereiro, guanyador del Tour de França l'any 2006 després de la desqualificació del nord-americà Floyd Landis que li havia tret el liderat en la penúltima etapa, o l'alpinista Chus Lago, tercera dona en assolir el cim de l'Everest sense l'ajuda d'oxigen i que també té el títol «Pantera de les neus».